# Nat Tiffen
Nathan „Nat“ Tiffen (* 19. Februar 1925; † 21. November 2006) war ein US-amerikanischer Ingenieur und Unternehmer. Bedeutung erlangte er auf dem Gebiet der Entwicklung von optischen Filtern.

## Leben
Nat Tiffen wuchs in einer Familie mit acht Geschwistern auf. 1938 gründete sein Bruder Sol das Unternehmen Tiffen Manufacturing Corporation (später The Tiffen Company, LLC) mit einer Fabrik in Lower Manhattan, welche in den 1940er Jahren nach Brooklyn verlagert wurde. Er holte Nat Tiffen in das Unternehmen, als dieser gerade ein Ingenieursstudium absolvierte. Dort wurde Nat Tiffen für die maschinelle Produktion zuständig, während sein ebenfalls neu eingestiegener Bruder Leo Tiffen Verwaltungsaufgaben übernahm.
Das Unternehmen Tiffen verkaufte zu dieser Zeit Zubehör für Fotokameras wie Filter, Adapterringe und Objektivzubehör. Die optischen Filter stammten jedoch von anderen Herstellern, wodurch die Produkte in Qualität und Farbe variierten. Unter Nat Tiffens Leitung entwickelte das Unternehmen einen ersten eigenen Filter. Seit 1951 setzt es die patentierte ColorCore-Technologie zur Herstellung von Tiffen-Glasfiltern ein. Bei dieser wird das Filtermaterial dauerhaft zwischen zwei Glasscheiben laminiert, die flachgeschliffen und anschließend in Präzisionsmetallringen montiert werden. Weitere Produkte im Bereich Filterzubehör folgten in den darauffolgenden Jahren. 1979 zog die Filterproduktion nach Hauppauge im Suffolk County im Bundesstaat New York um. Nat Tiffen leitete neben der Fertigung auch das Film- und Fernsehgeschäft der Tiffen Manufacturing Corporation.
Nat Tiffen war 53 Jahre lang bis zu ihrem Tod mit Helen Tiffen (1929–2004) verheiratet. Er hatte zwei Söhne und zwei Töchter. Seit 1987 leitet sein Sohn Steven Tiffen das Familienunternehmen. Auch dessen Bruder Ira Tiffen arbeitete dort zwischenzeitlich, zuletzt als Vize-Präsident im Bereich Forschung.
Nat Tiffen wurde mehrfach für seine Beiträge im Bereich Fototechnik ausgezeichnet. Bei der Oscarverleihung 1985 gewann er einen Oscar für technische Verdienste für den von ihm entwickelten Glas-Laminationsprozess. 1998 erhielt er zusammen mit Steven und Ira Tiffen einen Prime Time Emmy in der Kategorie Emmy Engineering Award. Damit wurde der Gesamtbeitrag der Tiffen Manufacturing Corporation zur Entwicklung und Herstellung moderner Filter für Kameraobjektive gewürdigt. Bei der Oscarverleihung 2000 wurde Nat Tiffen mit einem Oscar für Wissenschaft und Entwicklung ausgezeichnet. Auch hier war die Produktion von in der Filmindustrie eingesetzten, hochwertigen, langlebigen laminierten Farbfiltern die Begründung („For the production of high-quality, durable, laminated color filters for motion picture photography“).
2006 starb Nat Tiffen im Alter von 81 Jahren. Er wurde auf dem New Montefiore Cemetery in West Babylon, Suffolk County, beigesetzt. In Gedenken an Nat Tiffen vertreibt die Tiffen Company eine nach ihm benannte Filter-Produktreihe („NATural ND“). Zeitweilig stiftete sie den „Nat Tiffen Award“ für Exzellenz im Bereich der Kinematografie-Ausbildung. Er wurde im Rahmen der Emerging-Cinematographer-Award-Verleihung der International Cinematographers Guild unter anderem 2014 an Judy Irola verliehen.